# Universitetet i Tromsø – Norges arktiska universitet

Främmande fågel skulptur av Kåre Groven vid entrén till campus i Alta

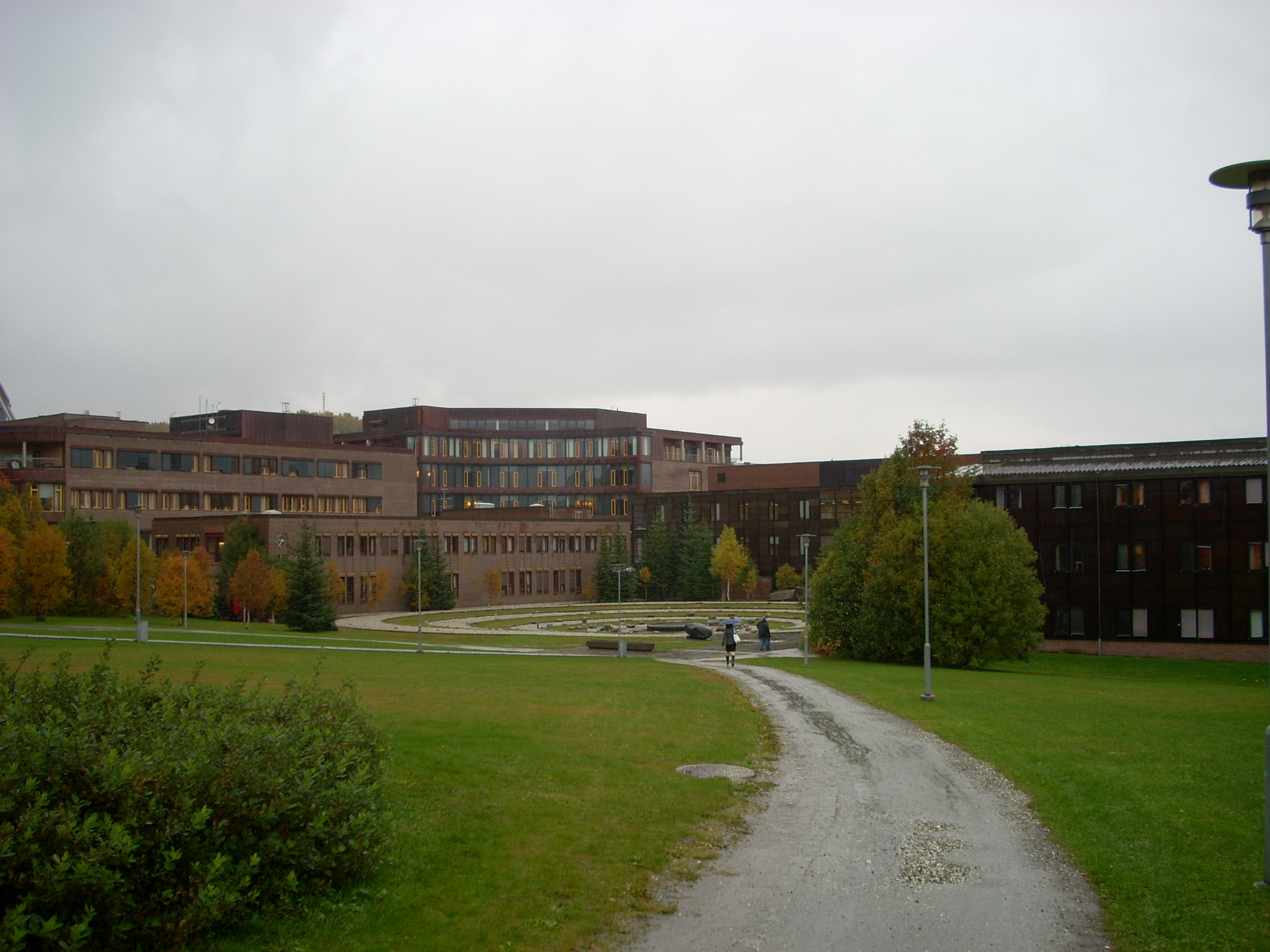
Breivika campus.

Universitetet i Tromsø – Norges arktiska universitet (UiT) (nordsamiska: Romssa universitehta – Norgga árktalaš universitehta; engelska: University of Tromsø – The Arctic University of Norway) är ett av Norges tio universitet, beläget i Tromsø. Universitetet, som är världens nordligaste, öppnades 1968 och invigdes 1972.
Universitetet i Tromsø har sedan 2010 ett samarbetsavtal med Umeå universitet, för studentutbyten och utbyte av akademisk personal, gemensamma forskningsprojekt och gemensam forskningsfinansiering m.m. Målsättningen är främst att samarbeta kring läkemedelsforskning, samisk forskning,  klimat- och miljöforskning och annat som berör det nordliga rummet. Ett exempel är samarbetet inom bioprospektering och forskning för att hitta nya antibiotika baserad på organismer från Ishavet.

## Narvik
Høgskolen i Narvik blev den 1 januari 2016 en del av Universitetet i Tromsø.
Høgskolen i Narvik (HiN) öppnades officiellt den 1 augusti 1994. Högskolan uppstod efter en sammanslagning av tre statliga högskolor i Narvik som en del av högskolereformen 1994. De tre högskolor som slogs samman var Narvik ingeniørhøgskole, Sivilingeniørutdanningen i Narvik och Nordland sykepleierhøgskoles avdelning i Narvik.

## Campus
Universitetet i Tromsø - Norges arktiske universitet har campus på följande platser (2020):
Tromsø, Alta, Harstad, Mo i Rana, Hammerfest, Bodø, Kirkenes, Narvik, Svalbard

## Fakulteter
- Den juridiska fakulteten
- Den hälsovetenskapliga fakulteten
- Fakulteten för humaniora, samhällsvetenskap och lärarutbildning
- Fakulteten för ingenjörsvetenskap och teknologi (baserad i Narvik)
- Fakulteten för naturvetenskap och teknologi
- Fakulteten för biovetenskap, fiskeri (Norges fiskerihögskola) och ekonomi (Handelshögskolan)
- Den konstfackliga fakulteten (Musikkonservatoriet och Konstakademin)

Till universitetet hör också Universitetsbiblioteket och Tromsø Museum.

## Rektorer
- Peter F. Hjort 1972–1973
- Olav Holt 1973–1977
- Yngvar Løchen 1977–1981
- Helge Stalsberg 1981–1985
- Narve Bjørgo 1985–1989
- Ole Danbolt Mjøs 1989–1995
- Tove Bull 1996–2001
- Jarle Aarbakke[5] 2001–2013
- Anne Husebekk 2013–2021
- Dag Rune Olsen 2021–

## Hedersdoktorer i urval
Kjell Bondevik, Norge (1982) – Georg Henrik von Wright, Finland (1993) – Desmond Tutu, Sydafrika (1994) – Michail Gorbatjov, Sovjet (1998) – Salman Rushdie (1998) – Mordechai Vanunu, Israel (2000) – Tenzin Gyatso, den 14:e Dalai Lama, Tibet (2001) – Nawal el-Saadawi, Egypt (2003) – Steven Pinker, US (2008) – Sergej Lavrov, Ryssland (2013) – Mari Boine, Norge (2018) –  Richard Horton, Storbritannien (2018)